# 2636 Lassell
2636 Lassell (1982 DZ) là một tiểu hành tinh vành đai chính được phát hiện ngày 20 tháng 2 năm 1982 bởi E. Bowell ở Flagstaff (AM).